# Качозеро (озеро, Вытегорский район)
Качозеро — пресноводное озеро на территории Анхимовского сельского поселения Вытегорского района Вологодской области.

## Физико-географическая характеристика
Площадь озера — 5,1 км², площадь водосборного бассейна — 120 км². Располагается на высоте ниже 172,3 метров над уровнем моря.
Форма озера продолговатая: оно более чем на три километра вытянуто с северо-запада на юго-восток. Берега каменисто-песчаные, местами заболоченные.
С северо-западной стороны озера вытекает безымянная протока, впадающая в озеро Калмача, из которого вытекает ручей Канава, впадающий с правого берега в Кимреку, являющуюся притоком реки Мегры, впадающей, в свою очередь, в Онежское озеро.
С юго-востока в Качозеро впадает протока, несущая воды Ундозера и Лухтозера.
В озере около десятка островов различной площади, рассредоточенных по всей площади водоёма. Крупнейшие — Качостров и Чепостров.
Населённые пункты и автодороги вблизи водоёма отсутствуют.
Код объекта в государственном водном реестре — 01040100611102000020162.